# Krtina, Domžale
Krtina je naselje v Občini Domžale.

## Lega
Krtina leži v osrednji Sloveniji, približno 5 km vzhodno od Domžal. Naselje se razprostira ob potokih Čudna in Radomlja ter je sestavljeno iz Spodnje in Zgornje Krtine ter zaselkov Dolenja vas in Veselka. Nekoč zamočvirjen svet je zdaj reguliran in obdelan. Jedro vasi je Zgornja Krtina pod Krtinskim hribom (357 m), medtem ko je Spodnja Krtina ob stranski cesti proti Dobu. Pod Krtinskim hribom izvira potok Čudna, ki se izliva v Račo. Na njegovem prisojnem pobočju so njive, v ozadju šibki gozdovi; na črni barjanski zemlji so nekoliko zamočvirjeni travniki. V vasi je zgrajen cestni priključek na avtocesto A1 in ob njem naselje hiš, zgrajenih leta 2005.

## Zgodovina
Na Krtinskem hribu stoji triladijska, s petimi pari stebrov deljena, gotska podružnična cerkev svetega Lenarta, ki nima prezbiterija in je ravno zaključena. O prvotni cerkvi, ki je bila postavljena že zelo zgodaj ni podatkov, drugo, posvečeno 1458 so 1471 požgali Turki. Sedanja cerkev je bila postavljena pred letom 1500. Obnovljeno stavbo so obdali s taborskim obzidjem, ki je imelo 4 obrambne stolpe. Čez jarek je držal dvižni most. Leta 1863 so stolpe podrli in obzidje znižali, zakristija je bila prizidana 1748 ostala stavba pa je bila v prenovljena od leta 1886 do 1897. Samostojen zvonik je podoben trdnjavskemu stolpu. V njem so turška vrata iz nekdanjega vhodnega stolpa.
Na vrhu Krtinskega hriba so odkopali prazgodovinske predmete. Razvaline, leta 1641 zgrajenega dvorca Veselka, so leta 1967 podrli.
Pri gradnji avtoceste v letih 1998 in 1999 so našli tudi številne arheološke artefakte.